# اردیس کراجا
اردیس کراجا (انگلیسی: Erdis Kraja؛ زادهٔ ۷ ژوئیهٔ ۲۰۰۰) بازیکن فوتبال است.
وی همچنین در تیم‌های ملی فوتبال Albania national under-17 football team و زیر ۲۱ سال آلبانی بازی کرده‌است.